# Andrzej Racławicki
Andrzej Racławicki – dziennikarz radiowy i telewizyjny w latach 70. i 80. XX wieku.

## Życiorys
Występował w Dzienniku Telewizyjnym o godz 17 oraz w Wieczorze z Dziennikiem o godz. 19.30. Od 1958 był lektorem filmów dokumentalnych. Był lektorem w Polskiej Kronice Filmowej. Prowadził występy finałowe pianistów na Międzynarodowym Konkursie im. Fryderyka Chopina w latach 1970-85. Podczas stanu wojennego występował w mundurze. Po przemianach w 1989 roku odszedł z Telewizji Polskiej. Zaczął pracować jako konferansjer na bazarze na Stadionie X-lecia w Warszawie.

## Odznaczenia
- Odznaka 1000-lecia Państwa Polskiego (1967)[6]